# Браун, Джозеф Эмерсон
Джозеф Эмерсон Браун (англ. Joseph Emerson Brown) (15 апреля 1821 — 30 ноября 1894) — американский юрист и политик, сенатор США от штата Джорджия и 42-й губернатор Джорджии. Единственный губернатор Джорджии, который отслужил четыре губернаторских срока. Браун был сначала вигом, но перешёл в Демократическую партию, был сторонником прав штатов и активным сецессионистом в 1861 году. Он добился выхода Джорджии из состава США и вступления её в Конфедерацию, хотя и был несогласен со многими решениями правительства Конфедерации: протестовал против призыва в армию и считал, что войска штата можно использовать только для обороны самого штата. Президента Дэвиса он обвинял в тирании.
После завершения гражданской войны Браун временно вступил в Республиканскую партию и стал главным судьёй Верховного суда Джорджии (1865 - 1870), но затем вернулся в Демократическую партию. К 1880 году его считали миллионером. В том же году он был избран в Сенат США и стал одним из «Бурбонного триумвирата», тройки консервативных демократов (Бурбонных демократов), вместе с Джоном Гордоном и Альфредом Колкиттом.

### Статьи
- Thomas Robson Hay. JOSEPH EMERSON BROWN GOVERNOR OF GEORGIA, 1857-1865 // The Georgia Historical Quarterly. — Georgia Historical Society, 1929. — Т. 13. — С. 89-109.